# Excimère
Excimère vient du mot anglais excimer (pour excited dimer). Il s'agit d'une molécule constituée de deux monomères (atomes ou molécules) identiques qui ne peut exister qu'à l'état excité. Son état fondamental est dissociatif.
L'excimère fait partie d'une catégorie plus grande, l'exciplexe, qui désigne une molécule qui n'est stable qu'à l'état excité et qui est constituée de deux monomères (atomes ou molécules) différents. Les plus connus sont les halogénures de gaz rares, tels que XeCl ou KrF, qui sont à la base du fonctionnement des lasers à excimères.